# Igor Lukšič
Igor Lukšič, slovenski politolog in politik, * 3. december 1961, Novo mesto, Slovenija.  
Lukšič je nekdanji slovenski minister za šolstvo in šport, nekdanji predsednik Socialnih demokratov in nekdanji dekan Fakultete za družbene vede Univerze v Ljubljani. Na slednji trenutno deluje kot redni profesor.

## Izobraževanje in akademska pot
Rodil se je v Novem mestu, kjer je obiskoval tudi srednjo šolo. Nadalje se je vpisal na študij na Fakulteto za sociologijo, politologijo in novinarstvo Univerze v Ljubljani (danes Fakulteta za družbene vede), kjer je diplomiral leta 1986. 1990 je na isti fakulteti še magistriral in leta 1993 doktoriral na temo Neokorporativizem – k razumevanju problema korporativizma. Leta 1986 se je na fakulteti tudi zaposlil in leta 1998 postal izredni, 2003 pa redni profesor za področje politologije (nosilec predmetov obča politologija oz. temelji politologije, zgodovina političnih idej, politična antropologija, primerjalni politični sistemi, vodenje in voditeljstvo). Je predstojnik katedre za teoretsko analitsko politologijo na FDV, pod okriljem katere se izvajajo študijski programi Politologija – študije politike in države na prvi stopnji, Politologija - politična teorija na drugi stopnji in Globalizacijske študije ter Politologija na doktorskem programu tretje stopnje. Leta 2001 je postal dekan Fakultete za družbene vede, funkcijo je opravljal do leta 2003. 
Napisal je knjige: 
- Demokracija v pluralni družbi (1991)
- Liberalizem vesrus korporativizem (1994)
- Hegemonija in oblast: Gramsci in Foucault (soavtor Andrej Kurnik, 2000)
- Politični sistem Republike Slovenije: Očrt (2001)
- Politična kultura: političnost morale (2006; 2. dopolnjena izd. 2013)
- Uvod v zgodovino političnih idej (soavtor Jernej Pikalo, 2007)
- Med hlapci in revolucionarji: Nastanek političnih idej in doktrin na Slovenskem (2019)
- Politična antropologija: Politična posredovanost narave in družbe (2021)

Leta 2021 je (neuspešno) kandidiral za položaj rektorja Univerze v Ljubljani. Svoj program je naslovil "Manifest za novih 100 let Univerze v Ljubljani".

## Politika
V letih 2005-09 je bil podpredsednik stranke Socialnih demokratov, 2012-14 njen predsednik. Na državnozborskih volitvah leta 2008 je bil na listi SD izvoljen za poslanca v državnem zboru. Bil je minister v vladi Boruta Pahorja, vodil je Ministrstvo za šolstvo in šport. Kasneje je prevzel še Ministrstvo za visoko šolstvo, znanost in tehnologijo. Minister je bil do nastopa nove vlade leta 2012.
Na 8. kongresu SD, ki je potekal 2. junija 2012 v Kočevju, je bil izvoljen za predsednika Socialnih demokratov. Njegov protikandidat je bil tedanji predsednik stranke Borut Pahor. Maja 2014 je zaradi slabega rezultata na volitvah za Evropski parlament odstopil z mesta predsednika stranke. Lukšič je bil nosilec liste SD, a ga je s preferenčnimi glasovi prehitela Tanja Fajon. Na mestu predsednika SD ga je nasledil Dejan Židan.

## Delovanje v medijih
Od leta 2017 sodeluje kot gostujoči (1. sezona) oz. stalni komentator (od 2. sezone dalje) v oddaji Faktor na TV3 Slovenija, kjer še danes komentira aktualno družbeno-politično dogajanje. Sodeloval je že v več kot 100 oddajah.

## Zasebno življenje
Poročen je z Marto Macedoni Lukšič, predstojnico inštituta za avtizem in sorodne motnje, in oče štirih otrok. Živi in dela v Pirničah oz. Ljubljani, kjer redno predava na Fakulteti za družbene vede, na kateri je tudi študiral ter diplomiral iz smeri politologije.

## Citati
"Pri davku na nepremičnine gre tudi za to, da tiste, ki so dobili v procesu denacionalizacije in privatizacije, je prav, da vsaj en delež tega vrnejo državi. Ta zakon torej ima pravično noto."